# Sami Frashëri
Sami Frashëri vagy török nevén Semszeddin Számi (شمس الدين سامى, modern török átírásban Şemseddin Sâmi; Frashër, 1850. június 1. – Konstantinápoly, 1904. június 5.) albán-török publicista, nyelvész, lexikográfus, drámaíró, író, műfordító, az albán nemzeti mozgalomban fontos szerepet vállaló Frashëri fivérek legifjabbika, Abdyl és Naim Frashëri öccse. Az albánok elsősorban a Prizreni Liga fő politikai ideológusát, az albán önrendelkezésért küzdő jótollú publicistát tisztelik személyében, míg a török panteonba a 19. század végi török felvilágosodás úttörő jelentőségű nyelvészeként és lexikográfusaként, az első török nyelvű regény (1872) és lexikonsorozat (1889–1898) szerzőjeként került be.
Dél-albániai bektási család sarja volt. 1872-től Konstantinápolyban élt, többnyire az Oszmán Birodalom köztisztviselőjeként dolgozott, de pályája során alapító főszerkesztőként csaknem tucatnyi – többnyire török nyelvű – napilapot, folyóiratot és magazint indított útjára. Húszas éveiben írta meg romantikus regényét, egyúttal az első modern értelemben vett török regényt Taaşuk-u Tal’at ve Fitnat (’Tal’at és Fitnat szerelme’) címmel (1872), valamint a színházakban is sikeres, albán témájú drámáját Besâ yâhut âhde vefâ (’Besa, avagy a fogadalom megtartása’) címmel (1874). Az 1870-es évek második felétől az albán nemzeti mozgalom mellett kötelezte el magát, alapító tagja volt a Sztambuli Bizottságnak (1877), albán autonómiatervének kidolgozása után (1878) pedig a Prizreni Liga (1878–1881) egyik fő ideológusának számított. Kidolgozta az albán nyelv leírására alkalmas, alapvetően latin betűs sztambuli ábécét (1879), amely az 1900-as évekig használatban volt. Az 1880-as évektől elsősorban nyelvészeti és lexikográfiai munkáinak szentelte idejét. Francia–török és török–francia szótárai (1882–1885) mellett megírta a török nyelv értelmező nagyszótárát (Kamus-i Türkî / ’Török szótár’, 1899–1900), emellett nevéhez fűződik az első korszerű török lexikonsorozat, egy hatkötetes történelmi-földrajzi enciklopédia megírása és kiadása (Kamus-ül alâm / ’A világ szótára, 1889–1898). Purista nyelvművelési törekvései, lexikográfiai munkái során részben megújította a török nyelv szókincsét, ezzel hozzájárult az 1930-as években kanonizált török irodalmi nyelv kialakulásához. 1899-ben Shqipëri: Ç’ka qënë, ç’është e ç’do të bëhetë? (’Albánia mi volt, mi most és mi lehet?’) címmel megjelent politikai publicisztikájában egy független, polgári demokratikus alapokon létrehozandó Albánia államszervezeti kereteit vázolta fel. Az oszmán hatóságok megtorlásul élete végéig házi őrizetben tartották.

## Életútja
A dél-albániai Frashërban született nagy múltú, berati származású bektási muszlim földesúri család sarjaként, Halid Frashëri bég (1797–1859) és Emine Imrahor (1814–1861) nyolc gyermekének egyikeként. Gyermekkorában szülőfaluja bektási kolostorában tanult arabul és perzsául. Szüleik halála után legidősebb bátyjuk, Abdyl Frashëri lett a családfő. 1865-ben Janinába költöztek, ahol Sami Frashëri hét év alatt elvégezte a görög tanítási nyelvű Zoszimaia gimnáziumot.
1871-ben rövid időre a Janinai vilajet levelezési osztályának volt tisztviselője, majd 1872-ben bátyját, Abdyl Frashërit követve Konstantinápolyban telepedett le, ahol a sajtóhivatal, a Matbuat Kalemi alkalmazta – később itt lett a cenzori osztály alkalmazottja bátyja, Naim Frashëri is. 1872 novemberében Namik Kemal költővel és másokkal napilapként újraindította a Hadîka (’Kert’) című folyóiratot, amelynek 1873 májusától főszerkesztője lett. Az oszmán kormány 1873 júliusában  betiltotta a lapot, Frashëri pedig a líbiai Tripoliba került – egyes források szerint deportálták, mások szerint a sajtóhivatal megbízásából. Az itt töltött kilenc hónap során a Trablusgarp című lap főszerkesztőjeként tevékenykedett. Miután visszatért Konstantinápolyba, 1876 februárjában a Sabah (’Reggel’) című napilap alapító főszerkesztője lett, de emellett hat másik haladó sajtótermék szerkesztésében is közreműködött ezekben az években.
1877-ben öt hónapig a rodoszi szandzsákpasa, majd a janinai katonai bizottság titkáraként tevékenykedett. 1877 őszén visszatért Konstantinápolyba, és ezúttal a Tercüman-ı Şark (’Kelet Tolmácsa’) című napilap alapító főszerkesztője lett. 1877 decemberében bátyjával, Abdyl Frashërival együtt részese volt a Sztambuli Bizottság megalakításának, amelynek célja az albánok önrendelkezési jogának kivívása volt, egyúttal az 1878 júniusában létrehozott Prizreni Liga előkészítésében is fontos szerepet játszott. 1879. október 12-én vezetésével alakult meg a Sztambuli Bizottság művelődési tagozata, az Albán Irodalmat Kiadó Társaság (Shoqëria e të Shtypurit Shkronja Shqip), amelynek munkáját elnökként irányította. 1880-ban megalapította az Aile (’A Család’), majd 1881-ben a Hafta (’A Hét’) magazint.
Bár az albánok önrendelkezéséért küzdő Prizreni Ligát 1881-ben az oszmán kormány feloszlatta, lapszerkesztői és tudományos tevékenysége mellett továbbra is részt vett az albán nemzeti mozgalomban. 1884-ben Drita (’A Fény’) címen elindította az első albán nyelvű irodalmi folyóiratot, amelyet az oszmán kormányzat három szám után betiltatott, és szerkesztését a bukaresti albánok vették át. Az 1890-es években vezetésével újraszerveződött a Sztambuli Bizottság. 1892-ben a katonai felügyelőbizottság főtitkárává nevezték ki, 1894-től őrvezetői rangban látta el feladatát. 1899-ben a létrehozandó, független albán állam politikai szerveződéséről írott publicisztikájáért (Shqipëri: Ç’ka qënë, ç’është e ç’do të bëhetë?: Mendime për shpëtimt të mëmëdheut nga reziket që e kanë rethuarë / ’Albánia mi volt, mi most és mi lehet? Gondolatok az anyaföld megmentéséről a rá váró pusztulástól’) az oszmán hatóságok haláláig házi őrizetben tartották.
Konstantinápolyban hunyt el ötvennégy éves korában. Az eredetileg szintén Konstantinápolyban eltemetett bátyjai, Abdyl és Naim Frashëri földi maradványait a török állam a 20. században visszaszolgáltatta Albániának, és a Frashëri fivérek emlékmúzeumává alakított frashëri szülői ház mellett temették újra őket. 1980-ban az albán kormány Sami Frashëri hamvait is kikérte az ankarai vezetéstől, de tekintettel a török műveltség és irodalom területén szerzett érdemeire a török állam elutasította a kérést.

### Családja
1884-ben kötött házasságot, felesége Emine Velije volt. Frigyükből öt gyermek született, de bátyja, Abdyl Frashëri 1892-es halála után az ő két gyermekét is magukhoz vették. Az 1890-es évek közepén Frashëri egy nagyobb házat építtetett családja számára Konstantinápoly Erenköy nevű külvárosában. Új házában 10-12 ezer kötetesre rúgó magánkönyvtárat rendezett be. Fivére, Abdyl révén unokaöccse volt Midhat Frashëri (1880–1949) politikus, diplomata, publicista.

## Munkássága

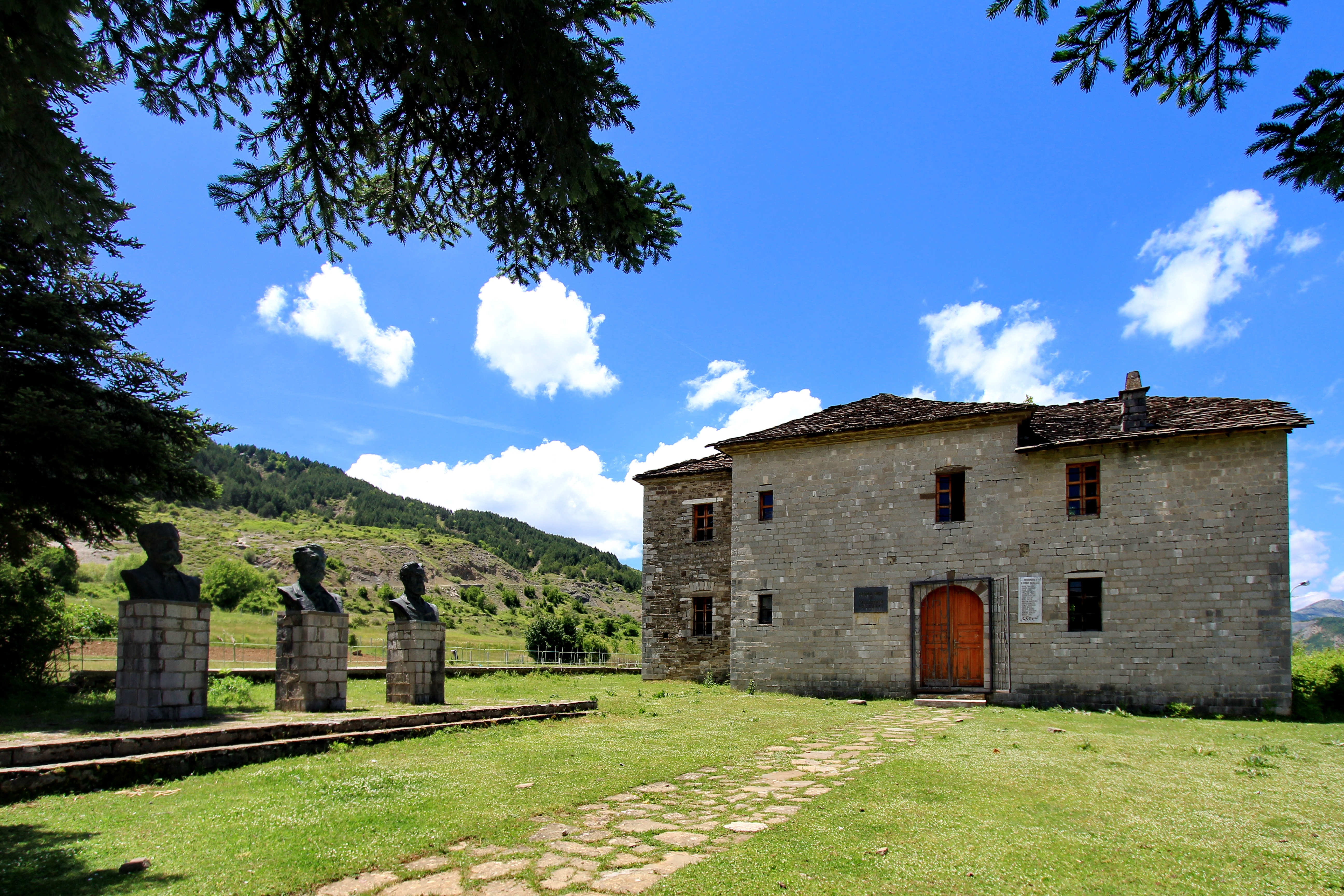
A Frashëri fivérek mellszobrai frashëri szülőházuknál

Sami Frashërit fivéreivel – Abdyl Frashërival és Naim Frashërival – együtt az albán nemzeti mozgalom, a Rilindja legnagyobb hatású alakjai között tartja számon az utókor, de mindegyikük másképp szolgálta az albán nemzeti öntudat megerősödését. Hármuk közül Sami Frashëri volt a legszélesebb érdeklődési körű és több területen is tehetségesnek bizonyuló fivér. Az albán és a török mellett folyékonyan beszélt ó- és újgörögül, latinul, perzsául, arabul, olaszul és franciául. Elsősorban a tudományok érdekelték, a Kelet és a Nyugat műveltségében egyaránt otthonosan mozgott, és számos területen alkotott maradandót. Szerteágazó életművének jelentőségét érzékelteti, hogy az albán és a török művelődéstörténet egyaránt magáénak vallja személyét és munkásságát. Az albánok elsősorban a 19. század végi nemzeti mozgalom, a Rilindja egyik meghatározó ideológusát, az albán politikai publicisztika jótollú mesterét tisztelik személyében, míg a törökök a török felvilágosodás korának egyik legnagyobb hatású alakjaként, úttörő jelentőségű nyelvészeként és lexikográfusaként tekintenek rá. Élete során kb. hatvanöt könyvet adott ki – főként törökül, kisebb részben albánul –, ezenkívül számtalan írása jelent meg folyóiratokban.

### Politikai publicisztikája az albán önrendelkezés szolgálatában
1877-től a Tercüman-ı Şark lapjain számos vezércikket és tárcát írt politikai, közgazdasági, társadalmi és kulturális témákban. Ezekben gyakran fejezte ki aggodalmát az Oszmán Birodalom, azon belül pedig különösen az albánság sorsát illetően. Vissza-visszatérően támadta a görög politikusokat, akik az albánok által lakott epiruszi területekre, Janina vidékére vetettek szemet. Ennek kapcsán a Neológosz című görög lap hasábjain nyilvános vitát is folytatott görög újságírókkal. A Tercüman-ı Şark 1878. április 27-ei számában elsőként publikálta az albánság önrendelkezéséről szóló elképzeléseket. Egy négy vilajetből álló albán tartomány létrehozását sürgette az Oszmán Birodalmon belül, azzal érvelve, hogy ezzel nem csak az albánok, de a birodalom is nyerne, hiszen így nyugati határainak védelmét is garantálná. Elképzelései szerint a tartományt albán tisztviselői réteg irányítaná, ahogy a rendvédelmet is albánokból toborzott milícia biztosítaná, egyúttal kötelezővé tennék az albán nyelvű oktatást. Ezek a gondolatok nagy vonalakban a délalbán nacionalisták terveit tükrözték, de a két hónappal később, 1878 júniusában létrejött Prizreni Liga is magáévá tette őket. Ennek köszönhetően Sami Frashëri – Pashko Vasa mellett – a Liga történetének (1878–1881) legfőbb ideológusa, számos memorandum és kiáltvány megfogalmazója volt.
Két évtizeddel később, 1897-ben ismét felvetette a négy vilajetből álló önálló Albánia autonómiájának kérdését. Az ennek nyomán újra fellobbanó autonómiavita jelentősen hozzájárult a századfordulón újra kibontakozó ellenállási mozgalom megszerveződéséhez. Ekkor azonban Sami Frashëri már radikálisabb elképzeléseket vallott, amelyeket 1899 márciusában Bukarestben megjelent, még évtizedekig idézett és hivatkozott munkájában foglalt össze Shqipëri: Ç’ka qënë, ç’është e ç’do të bëhetë?: Mendime për shpëtimt të mëmëdheut nga reziket që e kanë rethuarë (’Albánia mi volt, mi most és mi lehet?: Gondolatok az anyaföld megmentéséről a rá váró pusztulástól’) címen. Az Oszmán Birodalmon belül megszervezendő albán tartomány kívánatosabb alternatívájaként taglalta a teljes függetlenséget, az önálló parlamentáris köztársaság bevezetését, egy polgári demokratikus Albánia megteremtését. A modern albán állam politikai szervezeteinek kialakításához egy korszerű, az európai liberális jogrendszer ismeretéről valló alkotmánytervezettel is előállt. Ebben kifejtette, hogy a tizenöt szandzsákból álló Albánia élén a tizenöt főből álló vének tanácsa (pleqësia) állna, ennek éves rotálással megválasztott elnöke lenne a korlátozott jogkörű államfő. A tanács alá rendelve végezné munkáját a törvényhozás, a mintegy 120 képviselőt számláló küldöttgyűlés, valamint a végrehajtó hatalom, a minisztertanács. Frashëri még arra is javaslatot tett, hogy Albánia fővárosa egy újonnan létrehozandó központi település lenne Skënderbegas néven. Alkotmánytervezetének további fontos pontjai között szerepelt az alapvető emberi jogok – vallásszabadság, lelkiismereti szabadság stb. – védelme, a korszerű oktatási és közművelődési rendszer bevezetése, egy autokefál albán egyház megalapítása, a mezőgazdaság, az ipar és a közmunkarendszer fejlesztése. Mindezek alapján Aurela Anastasi jogtörténeti munkájában az albán alkotmányosság úttörő jelentőségű előfutáraként értékelte Frashërit. Ugyanakkor nem elhallgatható, hogy az Albánia mi volt, mi most és mi lehet? nem volt mentes korának romantikus vadhajtásaitól, lapjain Frashëri az albánság ősiségét bizonyítandó délibábos nyelvészkedésekbe, és az akkoriban divatos pelaszg–albán etnogenezis fejtegetésébe is belebonyolódott.

### A sztambuli albán ábécé
Sami Frashëri 1899-es publikációjában az albánság múltját, jelenét és jövőbeli lehetőségeit számba véve népe fennmaradásának egyik kulcsát a nyelvhasználat kiterjesztésében látta. Nem volt ez újkeletű gondolat a részéről, a korábbi évtizedekben maga is sokat tett az albán anyanyelvi közművelődés fejlesztéséért. Ennek egyik legfontosabb eredménye a Sztambuli Bizottság felkérésére 1879 elején – Jani Vreto korábbi kísérlete nyomán – általa kidolgozott albán ábécé volt. A fonetikus rendszerű, a speciális albán hangok jelölésére is alkalmas betűk nagyrészt a latin ábécén alapultak, ami Frashëri Nyugat-orientációját is jelzi, de emellett néhány cirill és általa fejlesztett betű is bekerült az új albán ábécébe.

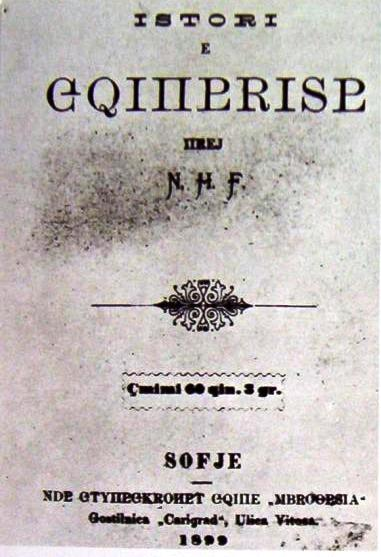
Naim Frashëri 1899-es történeti munkájának címlapja öccse sztambuli ábécéjének betűivel

A Sztambuli Bizottság azonnal elfogadta Frashëri ábécétervezetét, amelyet pár hónappal később Alfabetare e gjuhësë shqip (’Az albán nyelv ábécéje’) címen publikáltak is. Az albán emigráció az elkövetkező évtizedekben szorgalmazta az ábécé használatát, maga Sami Frashëri, és bátyja, Naim Frashëri is ezt használta albán nyelvű kiadványaihoz. A századfordulóra az emigráció és főként a dél-albániai iszlám toszkok körében széles körben használták, majd kisebb módosításokkal az 1908-as manasztiri kongresszuson elfogadott két albán ábécé egyike lett – a Bashkimi-ábécé mellett –, de használata már a következő években elsorvadt, és a modern albán ábécé alapja a Bashkimi lett.

### Nyelvészeti és lexikográfiai munkássága
Frashëri tudományos érdeklődését elsősorban a nyelvészet és a lexikográfia vonzotta. 1882 és 1902 között hét nyelvtant publikált, amelyek között albán és arab grammatikák is voltak, de legtöbbjükben a török nyelv leírására tett kísérletet. Szótárírói munkásságának hatalmas vállalkozása volt az 1630 oldalas, 1882-ben és 1885-ben Konstantinápolyban publikált francia–török, majd török–francia nagyszótára (Kamûs-i fransevî, fransizcadan türkçeye lugat, illetve Kamûs-u fransevî, türkçeden fransizcaya lugat), valamint 1900-ban megjelent egynyelvű török értelmező szótára (Kamus-i Türkî / ’Török szótár’). Élete során belevágott egy arab nagyszótár megírásába is, de anyagi forrásainak elapadása miatt erről a tervéről le kellett mondania. Korabeli levelezéséből ismert, hogy egy albán értelmező szótáron is dolgozott, amelynek címszókorpusza 1885-ben 6 ezerre rúgott, de ennek a munkának a további sorsa ismeretlen. Anyanyelvének művelése területén – a sztambuli ábécé kidolgozása mellett – nevéhez fűződik az első albán iskolai nyelvtankönyv megírása (Shkronjëtore e gjuhësë shqip / ’Az albán nyelv nyelvtana’, Bukarest, 1888).
Ugyancsak nevéhez fűződik egy másik monumentális munka, a török nyelven írt első korszerű lexikonsorozat megírása. Sami Frashëri tizenkét évnyi munka végére rakott pontot, amikor 1889 és 1898 között hat kötetben megjelentette Kamus-ül alâm (’A világ szótára’) című lexikonsorozatát. Az összesen 4830 oldalt kitevő, alapos és bőséges információval ellátott munka a korszak kitűnő hivatkozási alapja volt, amelyben egyúttal Albánia történelmének és földrajzának eladdig legalaposabb kifejtése is helyet kapott. Itt jegyzendő meg, hogy az első albán nyelvű földrajzi kézikönyv megírása (Dheshkroje / ’Földleírás’, Bukarest, 1888) szintén az ő nevéhez fűződik.
Lexikográfusként purista volt, a török nyelvből igyekezett kiszűrni és török megfelelőkkel helyettesíteni a perzsa és arab eredetű szavakat, e nyelvteremtő munkájában elsősorban köztörök glosszáriumokra támaszkodott. Szótárai és lexikonjai annyira időtállónak bizonyultak, hogy a Török Filológiai Társaság 1932-ben, a török irodalmi nyelv ajánlásainak kidolgozásakor nagyban támaszkodott Frashëri munkáira. Szótárait még 1979-ben is kiadták Törökországban.

### Szépirodalmi munkássága
Bár szépirodalmi életműve jelentőségében elmarad publicisztikai és lexikográfiai tevékenysége mellett, a török szépirodalomban mégis fontos mérföldkövek fűződnek nevéhez.
1872-ben jelent meg regénye, a 180 oldalas Taaşuk-u Tal’at ve Fitnat (’Tal’at és Fitnat szerelme’), amelyet az első török nyelvű, modern értelemben vett regényként tart számon az irodalomtörténet-írás. A mű a keleti és a nyugati irodalom sajátos ötvözete, egyfelől érzelmes, a realitástól elrugaszkodott, a kor irodalmi ízléséhez igazodó szerelmi történet, amelyben másfelől megjelenik az éles társadalomkritika, elsősorban a nők helyzetének bírálata az Oszmán Birodalomban.
Líbiai deportálása idején, 1873–1874-ben írta meg Besâ yâhut âhde vefâ (’Besa, avagy a fogadalom megtartása’) című drámáját. A kissé melodramatikus műben sajátosan albán témát dolgozott fel, amelyben a besát – az albán jogszokásban ’adott szó, fogadalom’ – fogadó, tragikus dilemma elé állított apa inkább saját fiát öli meg, semhogy az általa adott besát megszegje. A drámát 1874. április 6-án mutatták be először a konstantinápolyi Oszmán Színház (Osmanlı Tiyatrosu) színpadán. A művet 1901-ben Abdyl Ypi ültette át albánra, 1945-ben pedig Nelo Drizari Pledge of honour: An Albanian tragedy címen angolra.
Írói munkássága mellett számottevő volt műfordítói tevékenysége is, egyebek mellett törökre fordította Victor Hugo A nyomorultak (1881) és Daniel Defoe Robinson Crusoe (1886) című regényeit.

## Főbb művei
- Alfabetare e gluhësë shqip (’Az albán nyelv ábécéje’). (albánul) Bashkëpun. Jani Vreto, Pashko Vasa, Koto Hoxhi. Konstandinupojë: Zelici. 1879.   136 o.
- Emsâl. (törökül) İstanbul: Mihran. 1879.   511 o. [Török közmondásgyűjtemény]
- Letâif. (törökül) İstanbul: Mihran Matbaası. 1883–1884.   224 o. [Török anekdotagyűjtemény]
- Usul-i tenkit ve tertip. (törökül) İstanbul: Mihran Matbaası. 1886.   130 o. [Török nyelvtan, mondatalkotás és központozás]
- Yine insan. (törökül) İstanbul: Mihran Matbaası. 1886.   144 o. [Antropológiai kézikönyv]
- Lisan. (törökül) İstanbul: Mihran Matbaası. 1886.   128 o. [Nyelvészeti kézikönyv]
- Shkronjëtore e gjuhësë shqip (’Az albán nyelv nyelvtana’). (albánul) Bukuresht: Drita. 1886.   128 o.
- Medeniyet-i İslamiye. (törökül) İstanbul: Mihran Matbaası. 1886.   123 o. [Az iszlám története]
- Dheshkroje (’Földleírás’). (albánul) Bukuresht: Dituria. 1888.   159 o. [Földrajzi kézikönyv]
- Kamus-ül alâm: Tarih ve coğrafya lûgati ve tabir-i esahhiyle kâffe-yi esma-yi hassa-yi camidir. (törökül) İstanbul: Mihran Matbaası. 1889–1898.   [Történelmi és földrajzi lexikon]
- Esatir. (törökül) İstanbul: Mihran Matbaası. 1894.   108 o. [Mitológiai kézikönyv]
- Shqipëri: Ç’ka qënë, ç’është e ç’do të bëhetë?: Mendime për shpëtimt të mëmëdheut nga reziket që e kanë rethuarë (’Albánia mi volt, mi most és mi lehet?: Gondolatok az anyaföld megmentéséről a rá váró pusztulástól’). (albánul) Bukuresht: Dituria. 1899.   96 o.
- Kamus-i Türkî: Kâffe-yi lügat-i Türkiye ile lisan-i Türkîde müstamil kelimat ve ıstılahât-i Arabiye ve Farisiye ve ecnebiyeyi cami olarak lisanımızın mükemmel lügat kitabıdır. (törökül) Dersaadet: İkdam Matbaası. 1899–1900.   1574 o. [Török értelmező szótár]

### Szépirodalmi munkái
- İhtiyar onbaşı: Beş fasıldan ibaret facia. (törökül) İstanbul: Zartaryan Fabrikası. 1873.   62 o. [Dráma]
- Besâ yâhut âhde vefâ (’Besa, avagy a fogadalom megtartása’). (törökül) İstanbul: Tasvir-i Efkâr Matbaası. 1875.   180 o. [Dráma]
  - Besa: Dramë me 6-të pamje (’Besa: Dráma hat felvonásban’). (albánul) Shqipër. Abdyl Ypi. Sofje: Mbrothësia. 1901.   108 o.
  - Pledge of honor: An Albanian tragedy. (angolul) Transl. and ed. by Nelo Drizari. New York: S.F. Vanni. [1945].   118 o.
- Seydi Yahya: Beş fasıldan ibaret facia. (törökül) İstanbul: Tasvir-i Efkâr Matbaası. 1875.   190 o. [Dráma]
- Gâve: Beş fasıldan ibaret facia. (törökül) İstanbul: Tasvir-i Efkâr Matbaası. 1876.